# Ky-Mani Marley
Ky-Mani Marley (* 26. února 1976) je jamajský hip-hopový zpěvák. Jeho jméno ve východní Africe znamená „dobrodružný cestovatel“[zdroj?]. Je jediným synem Boba Marleyho, kterého měl s Anitou Belnavis, jamajskou šampionkou v tenisu.

## Discografie
- Like Father Like Son (1996)
- The Journey (2000)
- Many More Roads (2001)
- Milestone (2004)
- Radio (2007)
- "New Heights" [Single] (2012)
- Maestro (2015)

## Filmografie
- Shottas (2002)
- One Love (2003)
- #EM3 (EENIE MEENIE MINEY MOE) (2014)